# Антоній Каліна
Антоній Каліна (пол. Antoni Kalina; нар. 23 травня 1846, Кремпа, Австро-Угорщина — пом. 3 травня 1906, Львів, Австро-Угорщина) — польський славіст, етнограф, перший професор слов'янської філології та ректор Львівського університету. Член Польської академії знань.

## Життєпис

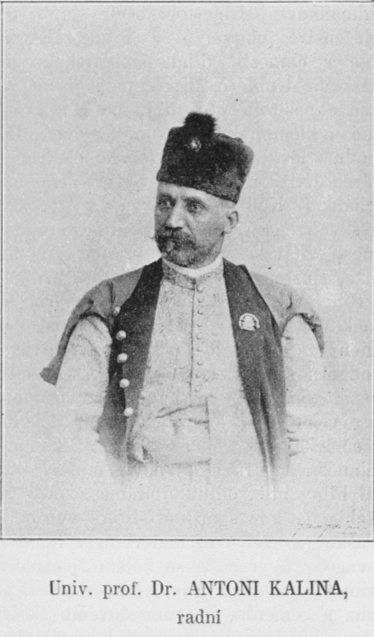
Антоні Калина у 1898 році

Антоній Каліна народився 23 травня 1846 року в Кремпа, нині район міста Острув-Велькопольський у селянській родині Марії та Шимона Каліни. Навчався у початковій школі в Кремпа, потім Королівській католицькій середній школі міста Острув (1857—1863) та Сьремській середній школі (1865—1867). Спеціальну освіту здобув у Вроцлавському університеті, де вивчав класичну філологію, історію, польську літературу на факультеті філології. Закінчив Гумбольдтський університет Берліна. У 1872 році, захистив дисертацію.
До Львова Антоній Каліна приїхав у 1877 році з Петербурга, де в тамтешньому університеті слухав лекції мовознавців Ізмаїла Срезневського та Володимира Ламанського.
У 1877 році зайняв кафедру слов'янської філології в Львівському університеті. У 1893—1894 роках Антоній Каліна декан філософського факультету.
У 1904 році Антоній Каліна стає ректором Львівського університету, але через слабке здоров'я пішов у відставку за кілька тижнів після призначення.
Очолював польське Народознавче товариство у 1895—1905 роках та був засновником та головного редактора часопису «Lud».
Його твори особливо важливі багатством зібраного в них матеріалу.
Антоній Каліна є автором першої наукової історії болгарської мови, яку видано у 1891 року.
Помер 3 травня 1906 року у Львові. Похований на Личаківському цвинтарі.

### Особисте життя
Антоній Каліна одружився у 1892 році з Марією Півковською. У них було троє дітей — син Леон (1893—1942), дочка Сесілія (1900—1989) та ще один син (можливо Анджей), який помер у дитинстві.

## Доробок
- «О liczebnikach w języku staropolskim» 1878
- «Rozbiór krytyczny pieśni Bogarodzica» 1880
- «La langue des Tziganes slowaques» 1882
- «Historia języka polskiego» 1883
- «Mowa kaszubska, jako narzecze języka polskiego» 1893
- «Historia języka bułgarskiego» 1891